# Maja Utara
Maja Utara is een bestuurslaag in het regentschap Majalengka van de provincie West-Java, Indonesië. Maja Utara telt 6031 inwoners (volkstelling 2010).